# Meunasah Kumpang
Meunasah Kumpang is een bestuurslaag in het regentschap Pidie van de provincie Atjeh, Indonesië. Meunasah Kumpang telt 602 inwoners (volkstelling 2010).